# Einbeck-Salzderhelden
Einbeck-Salzderhelden (niem. Bahnhof Einbeck-Salzderhelden) – stacja kolejowa w Einbeck, w kraju związkowym Dolna Saksonia, w Niemczech. Według DB Station&Service ma kategorię 4. Znajduje się na linii Hannover – Kassel, w dzielnicy Salzderhelden.

## Linie kolejowe
- Linia Hannover – Kassel
- Linia Einbeck – Dassel

## Połączenia
| Linia | Traa                                                                                            | Takt (min)         | Przewoźnik kolejowy |
| ----- | ----------------------------------------------------------------------------------------------- | ------------------ | ------------------- |
| RE 2  | Uelzen – Celle – Hannover Hbf – Kreiensen – Einbeck-Salzderhelden – Northeim(Han) – Göttingen   | 60                 | metronom            |
| RB82  | Bad Harzburg – Goslar – Seesen – Kreiensen – Einbeck-Salzderhelden – Northeim (Han) – Göttingen | 120                | DB Regio Nord       |
| RB    | Einbeck-Salzderhelden – Einbeck Mitte                                                           | pojedyncze pociągi | Ilmebahn GmbH       |